# Рей Вітні
Рей Вітні (англ. Ray Whitney; нар. 8 травня 1972, м. Форт-Саскачеван, Канада) — канадський хокеїст, лівий нападник.
Виступав за «Спокен Чифс» (ЗХЛ), «Кельнер Гайє», «Сан-Дієго Галлс» (ІХЛ), «Сан-Хосе Шаркс», «Канзас-Сіті Блейдс» (ІХЛ), «Юта Грізліс» (ІХЛ), «Кентуккі Тараблейдс» (АХЛ), «Едмонтон Ойлерс», «Флорида Пантерс», «Колумбус Блю-Джекетс», «Детройт Ред-Вінгс», «Кароліна Гаррікейнс», «Фінікс Койотс», «Даллас Старс».
В чемпіонатах НХЛ — 1330 матчів (385+679), у турнірах Кубка Стенлі — 108 матчів (21+32). У чемпіонатах Німеччини — 10 матчів (3+6).
У складі національної збірної Канади учасник чемпіонату світу 1998, 1999, 2002 і 2010 (30 матчів, 8+17).
Досягнення
- Трофей Боба Кларка — 1991 в складі «Спокан Чіфс».
- Фоур Бронкос Меморіальний Трофей — 1991 в складі «Спокан Чіфс».
- Володар Кубка Стенлі (2006)
- Учасник матчу всіх зірок НХЛ (2000, 2003).
- Друга команда всіх зірок НХЛ — 2012.

Родина
Батько Флойд, брат Дін, та син Хадсон теж хокеїсти.